# Brachymystax tumensis
Brachymystax tumensis är en fiskart som beskrevs av Mori, 1930. Brachymystax tumensis ingår i släktet Brachymystax och familjen laxfiskar. Inga underarter finns listade.